# Cameraria quadrifasciata
Cameraria quadrifasciata är en fjärilsart som beskrevs av Tosio Kumata 1993. Cameraria quadrifasciata ingår i släktet Cameraria och familjen styltmalar. Inga underarter finns listade i Catalogue of Life.